# Holda, Khanapur
Holda là một làng thuộc tehsil Khanapur, huyện Belgaum, bang Karnataka, Ấn Độ.